# Lisdeyvis Martínez
Lisdeyvis Martínez (L'Avana, 23 settembre 1988) è una cestista cubana.

## Carriera
Con Cuba ha disputato tre edizioni dei Campionati americani (2011, 2015, 2019).